# Ljunghedfly
Ljunghedfly (Anarta myrtilli) är en fjärilsart som beskrevs av Carl von Linné 1761. Ljunghedfly ingår i släktet Anarta och familjen nattflyn. Arten är reproducerande i Sverige. Inga underarter finns listade i Catalogue of Life.

## Bildgalleri

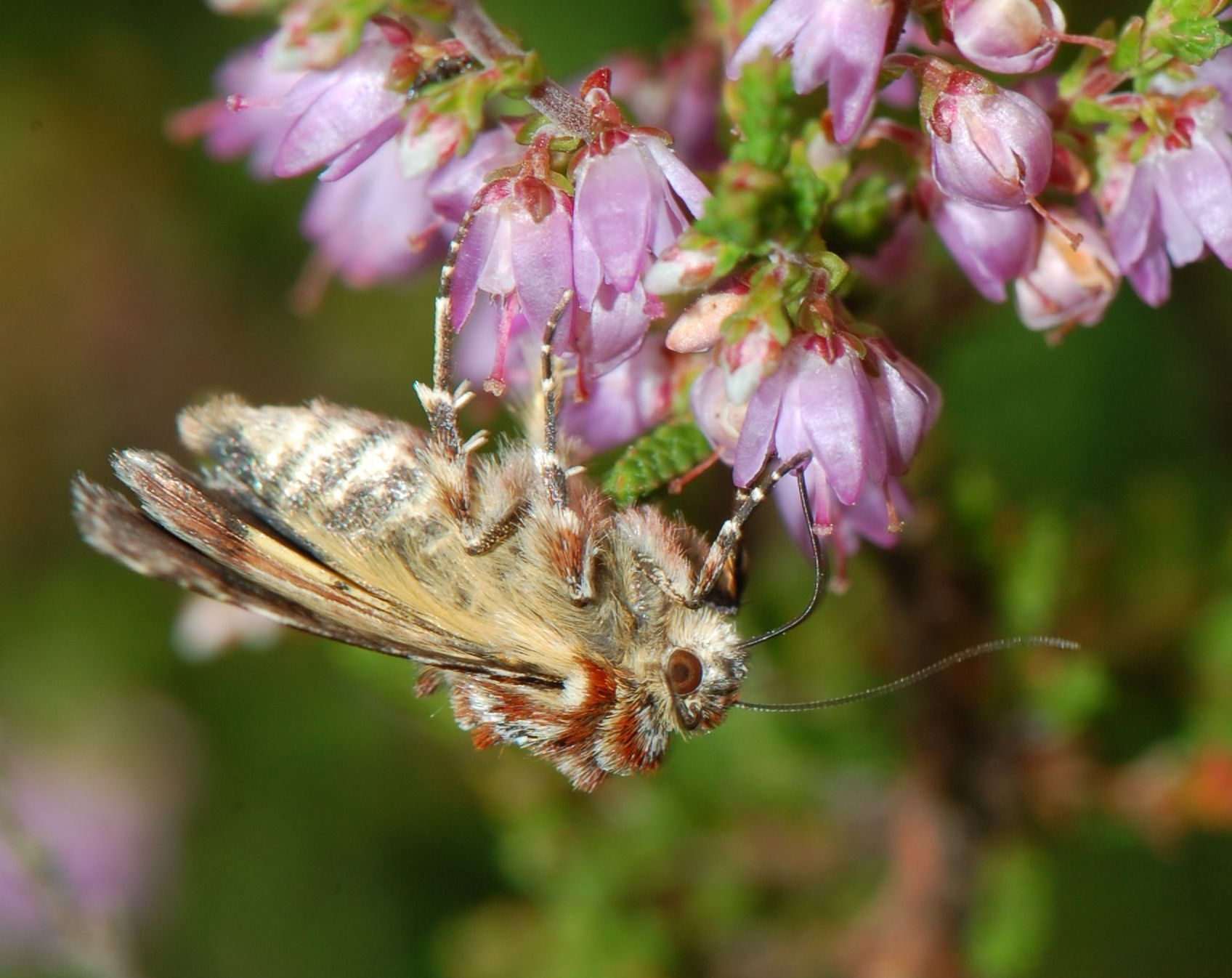
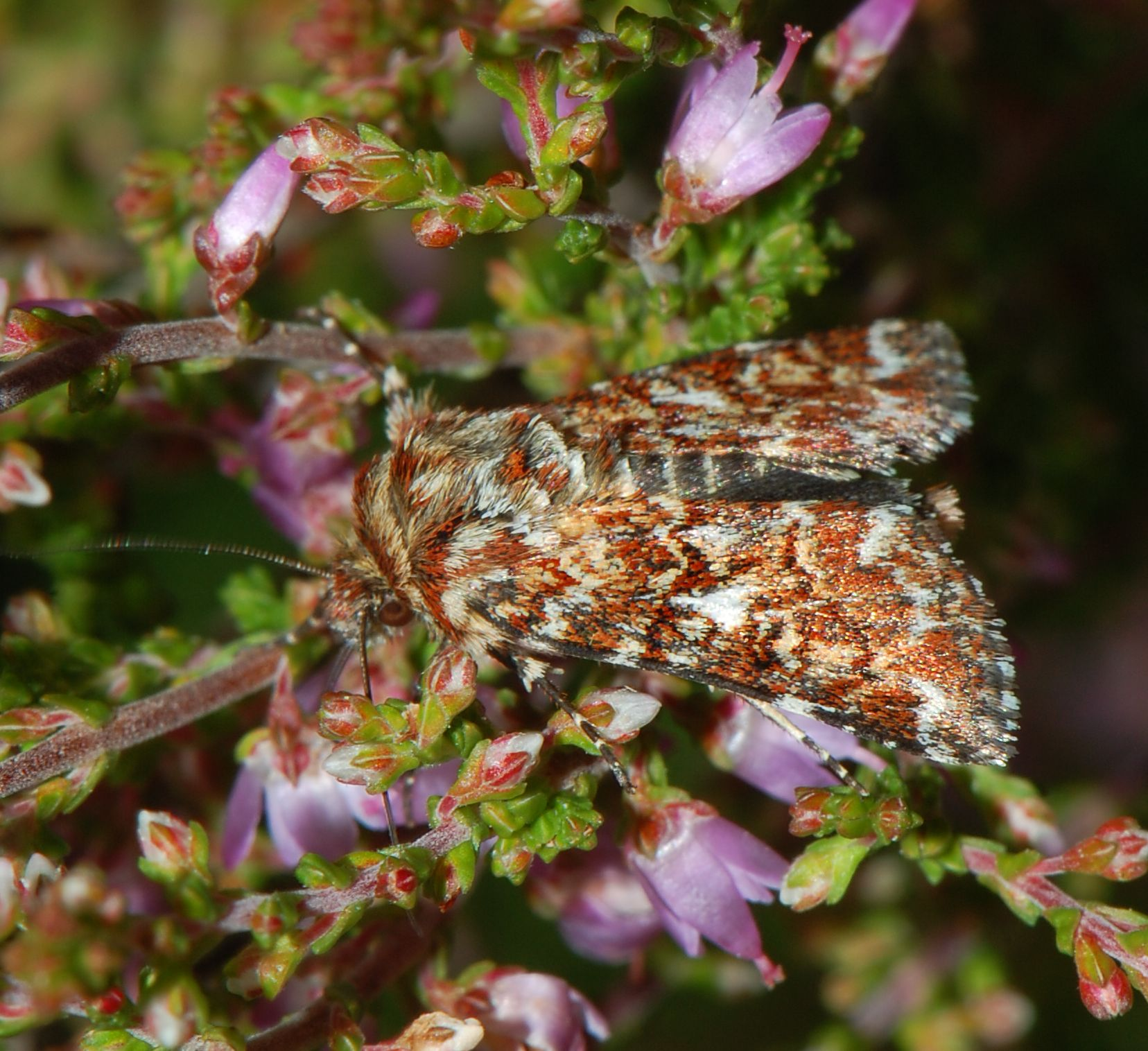
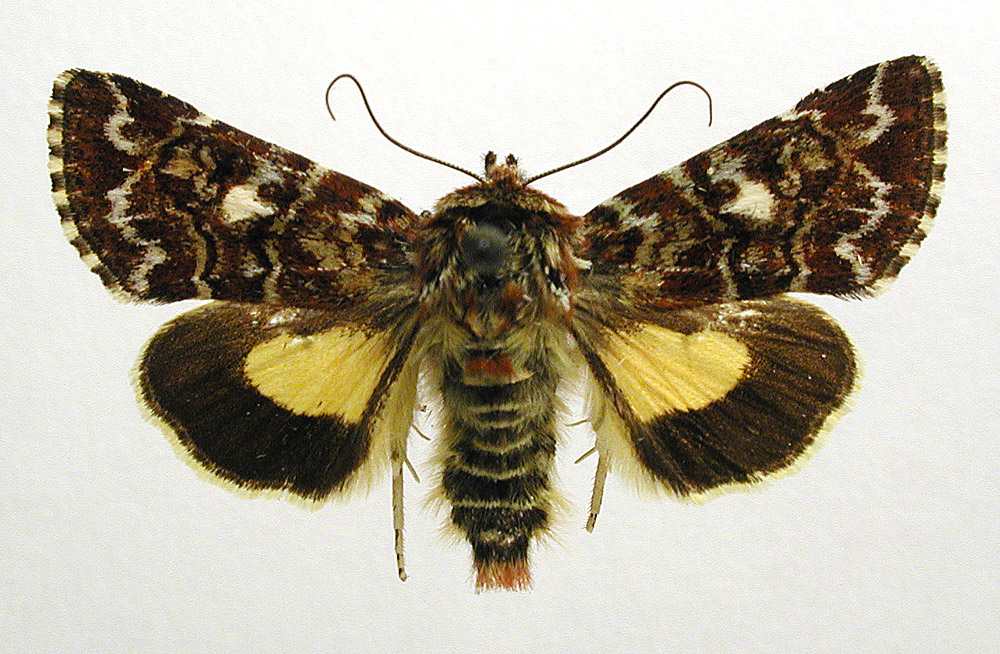
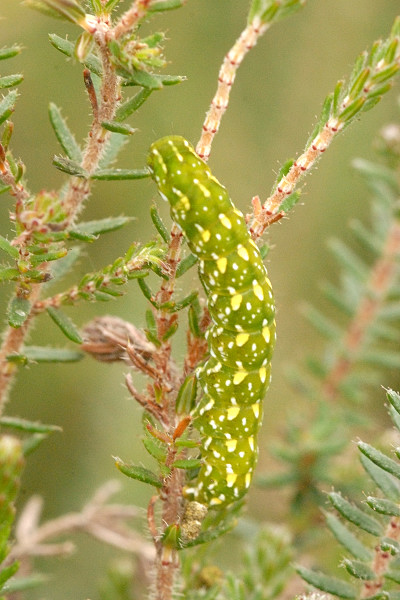
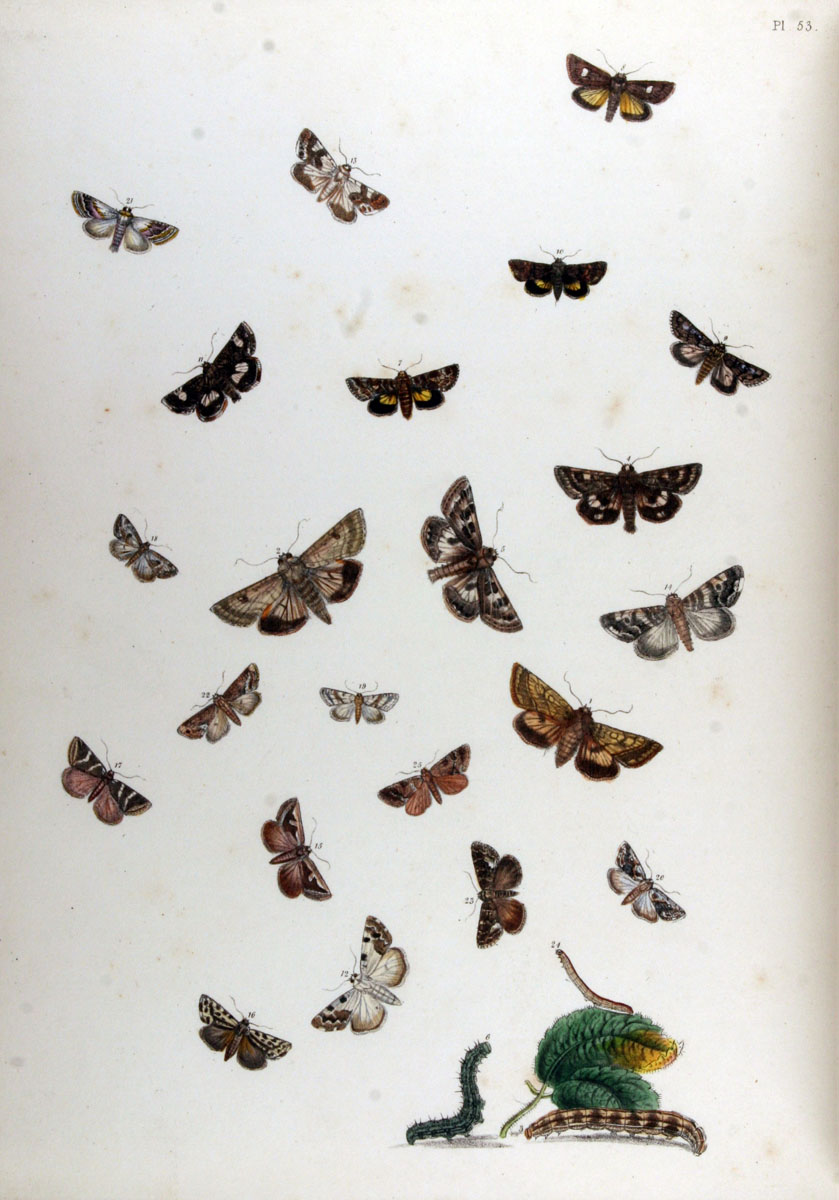
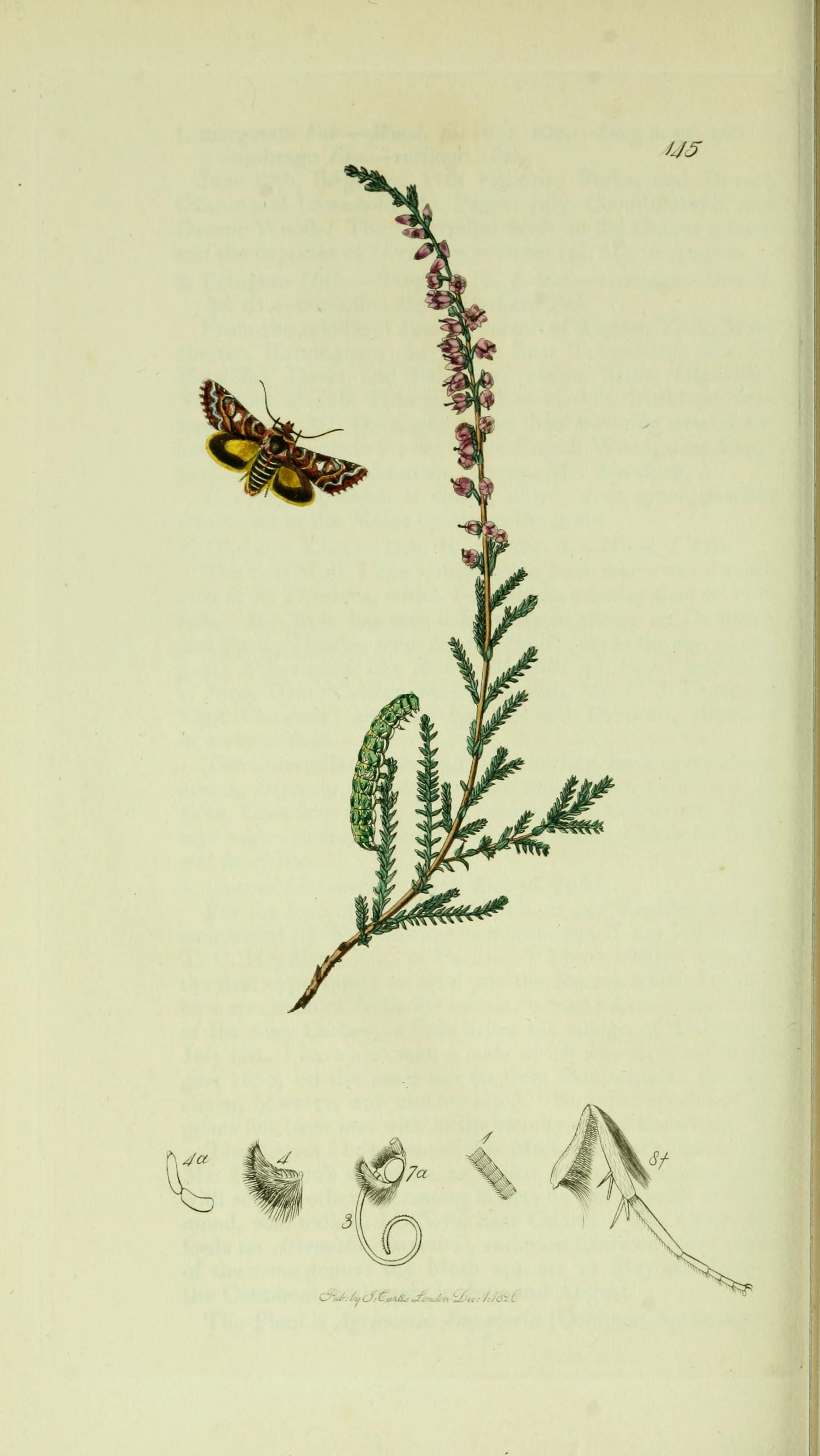